# 密斑新熱脂鯉
密斑新熱脂鯉，為輻鰭魚綱脂鯉目脂鯉亞目唇齒脂鯉科的其一種，分布於南美洲奧里諾科河及黑河上游流域，體長可達16.3公分，棲息在底中層水域，生活習性不明。